# L-lattato deidrogenasi (citocromo)
La L-lattato deidrogenasi (citocromo) è un enzima appartenente alla classe delle ossidoreduttasi, che catalizza la seguente reazione:
(S)-lattato + 2 ferricitocromo c ⇄ piruvato + 2 ferrocitocromo c + 2 H+
Identico al citocromo b2; una flavoemoproteina (FMN).